# Градска (Љубушки)
Градска је насељено мјесто у Босни и Херцеговини у Општини Љубушки које административно припада Федерацији Босне и Херцеговине. Према попису становништва из 1991. у насељу је живјело 326 становника.

## Становништво
| Националност       | 1991.        |
| Муслимани          | 291 (89,26%) |
| Хрвати             | 33 (10,12%)  |
| Срби               | 0            |
| Југословени        | 0            |
| остали и непознато | 2 (0,62%)    |
| Укупно             | 326          |

Градска је, према попису из 1991, једино насеље у општини с бошњачком већином.